# Danijel Alibabić
Danijel Alibabić (Titograd, 8. maj 1988) crnogorski je pjevač i tekstopisac.

## Detinjstvo
Danijel je drugo dete muzičara Rasima Alibabića i Rasimove žene, Olivere, turističkog vodiča. Danijel ima starijeg brata, Darka i mlađu sestru Sabinu. Kao dijete, pohađao je Osnovnu školu „Božidar Vuković Podgoričanin“", u Podgorici, u naselju Vrela Ribnička. Kasnije je upisao Osnovnu muzičku školu „Vasa Pavić“, gdje je svirao gitaru. Posle je upisao i Srednju muzičku školu „Vasa Pavić“, gdje je svirao klavir.

## Muzika
Danijel je prvi put izašao na scenu 1996. godine kada je učestvovao na festivalu "Zlatna Pahulja" koji se održavao u Rožaju. 2000. godine je dobio nagradu za najbolju interpretaciju na festivalu „Naša radost“ koja se održala u Podgorici. Učestvovao je u popularnom šouu „Intro Karaoke“ 2003. godine, koji je organizovao „In TV“, gdje je osvojio 3. mjesto. Kasnije su on i njegova grupa "No Name" osvojili 7. mjesto u Eurosongu 2005. godine, gdje su predstavljali Srbiju i Crnu Goru. 2006. godine su ponovo predstavljali SCG, gdje nisu uspjeli da se plasiraju u finale. Bend se raspao 2008. godine, kada je i Danijel počeo njegovu solo karijeru. Učestvovao je u „Velikom bratu“ 2007. godine i raznim festivalima širom regiona.

## Diskografija

### Albumi
- Danijel Alibabić (album) (2011)
- Dvije strane (2023)

## Hitovi
- „Ne plači mala“ (Radijski festival FERAS 2009)
- „Dovodiš do ludila“ (Pjesma Mediterana 2009)
- Supica (2009) - Duet sa Ksenijom Pajčin
- Bolji ja (2009)
- Balavica (2010)

## Festivali
Sunčane skale, Herceg Novi:
- Za tebe i mene (Veče novih zvezda, kao član grupe No name), 2004

Evropesma / Evropjesma:
- Zauvijek moja, pobednička pesma, 2005

Evrosong:
- Zauvijek moja (kao član grupe No name), predstavnici Srbije i Crne Gore), sedmo mesto, 2005

Radijski festival, Srbija:
- Zakuni se (kao član grupe No name), 2004
- Kad kažeš (kao član grupe No name), 2007
- Ne plači mala, 2008

Europjesma, Montevizija:
- Moja ljubavi (kao član grupe No name), 2006

Pjesma Mediterana, Budva:
- Kad budemo zajedno (kao član grupe No name), 2006
- Postelja od leda (kao član grupe No name), 2007
- Dovodiš do ludila, 2009

Grand festival:
- Grad, 2014

Beogradsko proleće:
- Pitaj ga, 2023
- Slomi, nagrada za najbolju kompoziciju, 2024